# 史蒂夫·多德
史蒂夫·多德（英語：Steve Dodd，1928年6月1日—2014年11月10日）是澳大利亚原住民男演员，以在时间跨度长达70年的澳大利亚电影中扮演土著人物闻名。多德起初的工作是饲育员和牛仔竞技骑手，后经澳大利亚男演员奇普斯·拉弗蒂推荐获得第一个出演电影的机会。多德曾在澳大利亚陆军服役6年，于朝鲜战争爆发后奔赴朝鲜半岛，事业因此受到影响，此外，其戏路相对狭窄，通常只局限于固定的人物类型。
多德参加过多部澳大利亚电影史上的重要作品演出，如《加里波利》和《吉米·布莱克史密斯的圣歌》，在后一部电影中扮演男主角的叔叔，亲手杀害了侄儿。他曾参演许多在澳大利亚拍摄的国际制作电影，但都是小角色，如《可口可乐小子》、《捍卫游侠》和《黑客帝国》等。此外，多德还在早期的澳大利亚电视剧中出演小角色，如《凶杀》和《淘金》等，后期还曾参演电视剧《空中医生》。2013年，他在悉尼歌剧院举办的第19届戴德利奖颁奖典礼上获吉米·里特终身成就奖。2014年11月10日，史蒂夫·多德在新南威尔士州去世，享年86岁。

## 除表演事业以外的个人生平
多德又名穆拉瓦（Mullawa）或穆拉·沃拉（Mulla walla，意为飞鱼），是澳大利亚中部的阿兰达族（又名阿龙塔族）原住民。他的出生地仍然不明，有可能是北领地，也可以是南澳大利亚州，有一份来源中称他生于北领地的爱丽斯泉，也有来源称他生于爱丽斯泉西南方向的赫曼斯堡（Hermannsburg），还有第3份来源认为多德是在南澳大利亚州的乌德纳达塔出生，多德本人也于2011年接受采访时自称是南澳大利亚人。根据1953年的一篇报纸文章，多德来自库伯佩地，并长期住在科尔布鲁克之家，这里安置有来自南澳大利亚州北部的许多土著儿童，部分住户之后经确认属于失窃的一代。对于多格的出生日期，目前仅有的纪录来自澳大利亚退伍军人事务部对曾参与朝鲜战争的澳大利亚退伍军人纪录，称他生于1928年6月1日。
根据1966年的一篇新闻报道，多德这时还没有结婚，之后的多个来源也完全没有提及他的婚姻状况。1971年，他在接受采访时称，自己的6个兄弟和父亲都住在北领地。
19至20世纪年间，许多澳大利亚男性原住民成为该国农牧产业的饲育员并发挥重要作用，还会参加饲育员技能竞赛表演（人称狂野骑士）。成为演员前，多德做过饲育员、驯马师和牛仔竞技骑手，其间还有段时间为骑手兼艺人斯默基·道森（Smoky Dawson）工作。多德是澳大利亚狂野骑士协会的一员，还曾在1964年卡加利牛仔节上表演。
多德曾进入澳大利亚陆军服役6年并参加朝鲜战争，隶属皇家澳大利亚团第1营，服役编号41018。他在2011年5月接受采访时称，自己是参军赶赴朝鲜半岛的第一个澳大利亚原住民军人。
澳大利亚战争纪念馆的长期展品中有一张多德在韩国身穿制服的照片。1969年起到至少1973年，他曾在新南威尔士航空公司担任向导，护送乌鲁汝－卡塔楚塔国家公园及澳大利亚中部其它景点的游客。据多德所说，他曾在1970年世界博览会和某次奥林匹克运动会上表演回力镖及长矛投掷。此外，他还曾参加1988年的澳大利亚二百周年庆祝活动，再现詹姆斯·库克船长200年前首次登上澳大利亚大陆的情景。
1985年，多德住在新南威尔士州的曼利（Manly），这里属悉尼的北部郊区，他此已经在当地生活15年。多德生命中的最后20年是在新南威尔士州南海岸的圣乔治贝辛（St Georges Basin）度过，于2014年11月10日去世，享年86岁。

## 演艺生涯

### 早期经历
1946年，澳大利亚男演员奇普斯·拉弗蒂（Chips Rafferty）在电影《长途跋涉者》（The Overlanders）的片场看到多德后决定让他出演一个小角色，这成为多德首度参加澳大利亚电影演出。多德一共出演过3部拉弗蒂主演的电影，下一部则是1950年的《苦泉》（Bitter Springs），该片以“严肃探讨白人殖民者同（澳大利亚）原住民之间的关系”，同时又“比当时大部分澳大利亚电影人都更加大胆和诚实”而闻名。电影编剧布鲁斯·莫洛伊（Bruce Molloy）表示，《苦泉》清晰明确地描绘出澳大利亚殖民地时期土著黑人和白人殖民者之间的冲突，一定程度上给予澳大利亚原住民在电影银幕上长期被剥夺的公正待遇。

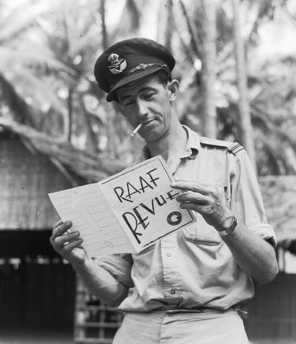
促使多德走上电影银幕的男演员奇普斯·拉弗蒂

经拉弗蒂安排，多德得以在《苦泉》中出镜，扮演的是男演员迈克尔·佩特（Michael Pate）角色手下的翻译和追踪者。《苦泉》在南澳大利亚州北部的阔恩市（Quorn）地区取景拍摄期间，剧组成员及演员（特别是拉弗蒂）同阿兰达土著居民关系融洽。据佩特所说，拉弗蒂对原住民没有偏见，非常感激他们的参与，同这些人相处愉快。多德也很欣赏拉弗蒂对澳大利亚电影业的愿景，并对电影行业给澳大利亚土著居民带来的机遇心存感激。1952年，多德又在第3部拉弗蒂主演的电影《袋鼠》（Kangaroo）中出演小角色。
1957年，英国兰克影片公司来到澳大利亚，准备将罗尔夫·波尔德里伍德（Rolf Boldrewood）的澳大利亚殖民时期小说《武装抢劫》（Robbery Under Arms）改编成同名电影。多德跟随该公司先后前往英国和美国，但这6个月里实际出演的角色缺乏记载。他自称曾于1971年同拉弗蒂第4度合作出演《内陆惊魂》（Wake in Fright），但公布的电影演员名单上没有他的名字。同年他还在一部电影中扮演原住民财物保管员，片名据他所说叫《牺牲》（Sacrifice）。
1966年，多德在詹姆斯·卡修斯·威廉姆森（J.C. Williamson）制作的舞台剧《飞蛾的欲望》（Desire of the Moth）中出演达基·莫里斯（Darky Morris）一角，在墨尔本和悉尼演出了近3个月。1971年，他又在悉尼参演凯文·吉尔伯特（Kevin Gilbert）具有开创性意义的作品《摘樱桃的人》（The Cherry Pickers）。
多德还出现在澳大利亚的电视荧屏上，扮演过许多小角色，为斯默基·道森工作期间，他曾参演1966年6月播出的《与斯默基·道森历险：蒂姆前往沃克博特》（Adventure with Smoky Dawson: Tim Goes Walkabout）。多德参与演出的其它电视作品还包括七号电视网介绍澳大利亚运输先驱科布公司（Cobb and Co）的纪录片，以及澳大利亚广播公司的多部纪录片节目。他在20世纪60至70年代的许多澳大利亚早期电视剧中出演小角色，如《丛林袋鼠斯基皮》（Skippy the Bush Kangaroo）、《第四分局》（Division 4）、《三角洲》（Delta）、《激流》（Riptide）、《动物医生伍宾纳》（Woobinda – Animal Doctor）、《间谍军队》（Spyforce）、《凶杀》（Homicide）和《淘金》（Rush）。这其中《动物医生伍宾纳》是澳大利亚电视史上首次有原住民演员担任主角，不过出演这个角色的并非多德，而是宾迪·威廉姆斯（Bindi Williams），扮演剧中主角收养的孩子。1973年，有报道称电视电影《马拉马拉》（Marra Marra）已经杀青，其中除大卫·古皮利（David Gumpilil）和鲍勃·马扎（Bob Maza）两位原住民明星外，还有多德和扎克·马丁（Zac Martin）演出。
虽然多德参加过许多电视剧演出，但多年来他和其他原住民演员在电视中出演的都只是小角色，并且人物类型往往也局限在相对狭窄的范围内。据原住民演员、历史学家兼活动家加里·弗利（Gary Foley）回忆，多德曾开玩笑说，他对出演角色的全部台词只是“老大，他往那边走了！”感到很厌烦。针对这个问题，有评论员在评述1978年电影《尘海遗珠》（Little Boy Lost）时指出，电影中有很多无关紧要的场景，其中最明显的就是追踪者宾迪（Tracker Bindi，史蒂夫·多德饰）这个原住民角色出场的镜头，而且，这也是电影中对原住民形象错误刻板印象的又一次令人厌倦的强调。

### 后期作品
多德参演过许多以澳大利亚原住民所面临问题为核心的电影，这些问题包括土地所有权和种族关系。这些题材的电影除上文所说的《苦泉》外，还有1978年的《吉米·布莱克史密斯的圣歌》（The Chant of Jimmie Blacksmith），后一部电影是多德和男演员杰克·汤普森（Jack Thompson）首度合作，多德饰演原住民后裔吉米·布莱克史密斯（Jimmie Blacksmith）的叔叔。片中吉米同白人女性吉尔达·马歇尔（Gilda Marshall，安吉拉·潘奇·麦格雷戈饰）结婚并有了孩子，多德饰演的部落长老对这场婚事感到担忧，并给吉米带去一个护身符，希望能保佑晚辈平安。宝琳·凯尔（Pauline Kael）在《纽约客》撰文称赞两位黑人专业演员（另一个是杰克·查尔斯）的表演，特别是史蒂夫·多德的角色因谋杀罪名上庭受审的一场戏以及简单有力的台词：“你会觉得从下决心杀人到真正付诸实施应该需要一段时间，相信我，这只需要一瞬间。”
20世纪80年代是多德职业生涯中最忙碌的时期，据报道，到1985年时，他参演的影视作品已经有55部。1981年，他在电影《加里波利》（Gallipoli）中饰演“蛇皮比利”（Billy Snakeskin），该片以1915年一战中的加里波利之战为背景，讲述两名青年男子的命运。接下来他又出演了《彻夜追逐》（Chase Through the Night）和《埃辛顿》（Essington），两部电影都在1984年上映。1985年，他在澳大利亚爱情喜剧《可口可乐小子》（The Coca-Cola Kid）中诠释乔先生（Mr Joe），该片还有包括埃里克·罗伯茨和格列塔·斯卡奇（Greta Scacchi）在内的国际影星演出。1986年，多德还在电影《少找钱》（Short Changed）中亮相，此外，他还在20世纪80年代中期的热门电视剧《空中医生》（The Flying Doctors）中扮演过小角色。
除《吉米·布莱克史密斯的圣歌》外，多德还曾和杰克·汤普森合作出演1987年的电影《归零地》（Ground Zero），该片同样围绕当时原住民面临的问题展开，与近十年前的首度合作一样，汤普森也是本片的主演之一。这部惊悚片的背景是有关英国在马拉林加进行核试验时采用澳大利亚原住民做真人实验品的指控，剧情则围绕在核试验场地调查放射性污染的麦克莱兰皇家委员会展开，多德在片中扮演的小角色名叫弗雷迪·特加帕里加利（Freddy Tjapaljarri）。
不同来源对多德是否参演过1988年电影《黑暗中的呐喊》有不同说法，该片取材自阿扎里亚·张伯伦失踪案，《1978至1994年的澳大利亚电影》一书在介绍本片时没有列出多德的名字，但互联网电影数据库的所有演职人员名单上有。同年他还在讲述一系列原因不明谋杀案的恐怖片《卡戴查》（Kadaicha）中出演小角色，不过这部电影并没有发行。1990年有两部多德参演的电影上映，分别是美国影星汤姆·谢立克和英国演员艾伦·瑞克曼主演，在澳大利亚取景拍摄的西部片《捍卫游侠》（Quigley Down Under），以及以乡间小镇为背景的澳大利亚剧情片《十字路口》（The Crossing）。
1991年的警察题材电影《致命》（Deadly）围绕一名原住民男性在被警察逮捕后死亡这一事件展开，是多德出演的又一部取材原住民政治敏感议题的电影，他出演的小角色名叫昆门古（Kummengu）。与之前的《归零地》一样，本片涉及的事件有极高关注度，电影在调查被拘留原住民死亡事件皇家委员会发布报告的同期上映，该委员会之前花了4年时间调查为什么会有数量众多的澳大利亚原住民在被警察拘留期间丧生。
1999年，多德出演了短片《风》（Wind），该片一共只有3名演员出镜，讲述青年黑人追踪者和白人警司追捕土著老人的故事，多德饰演的就是被追捕的老人。同年上映的还有他职业生涯中商业上最成功的电影《黑客帝国》。接下来，多德又出演了一集电视剧《爱丽斯》（The Alice），还有2007年的短片《我的祖国》（My Country）和2008年电影《撕裂的太阳》（Broken Sun），这时他在澳大利亚电影和电视业已经贡献了60多个春秋。
2013年，多德在悉尼歌剧院举行的第19届戴德利奖颁奖典礼上获吉米·里特终身成就奖。该奖项以往的传统都是颁发给音乐家，但组织者认为，多德在澳大利亚艺术行业普遍对原住民存在歧视和刻板印象的时代仍然踏出一条新路，这条新路不但值得音乐领域仿效，也值得所有的艺术领域追随。

## 电影作品年表
| 片名                        | 年份 | 角色                | 来源和注释                                                       |
| --------------------------- | ---- | ------------------- | ---------------------------------------------------------------- |
| 《长途跋涉者》              | 1946 | 小角色              | [ 4 ]                                                            |
| 《苦泉》                    | 1950 | 小角色              | [ 4 ]                                                            |
| 《袋鼠》                    | 1952 | 小角色              | [ 4 ]                                                            |
| 《内陆惊魂》                | 1971 | 不明                | 公布的电影演员表上没有他的名字，但有报道称他曾参加演出。         |
| 《我与小袋鼠》（Me and You Kangaroo，短片）    | 1974 | 不明                | 由澳大利亚国家影音档案馆保存                                     |
| 《尘海遗珠》                | 1978 | 追踪者宾迪          | [ 36 ]                                                           |
| 《吉米·布莱克史密斯的圣歌》 | 1978 | 塔比吉              | [ 38 ]                                                           |
| 《加里波利》                | 1981 | 蛇皮比利            | [ 39 ]                                                           |
| 《彻夜追逐》                | 1984 | 纳里                | 由澳大利亚国家影音档案馆保存                                     |
| 《埃辛顿》                  | 1984 | 不明                | [ 59 ]                                                           |
| 《可口可乐小子》            | 1985 | 乔先生              | [ 40 ]                                                           |
| 《少找钱》                  | 1986 | 老酒鬼              | [ 60 ]                                                           |
| 《归零地》                  | 1987 | 弗雷迪·特加帕里加利 | [ 43 ]                                                           |
| 《黑暗中的呐喊》            | 1988 | 尼珀·温马蒂         | 《1978至1994年的澳大利亚电影》一书在介绍本片时没有列出多德的名字 |
| 《卡戴查》                  | 1988 | 比林努吉尔          | [ 47 ]                                                           |
| 《少年爱因斯坦》            | 1988 | 不明                | [ 61 ]                                                           |
| 《水推车》（The Water Trolley，短片）        | 1988 | 不明                | 由澳大利亚国家影音档案馆保存                                     |
| 《捍卫游侠》                | 1990 | 昆古拉              | [ 48 ]                                                           |
| 《十字路口》                | 1990 | 老蜘蛛              | 由澳大利亚国家影音档案馆保存                                     |
| 《致命》                    | 1991 | 昆门古              | 由澳大利亚国家影音档案馆保存                                     |
| 《风》                      | 1999 | 土著老人            | [ 52 ]                                                           |
| 《黑客帝国》                | 1999 | 盲人                | [ 54 ]                                                           |
| 《我的祖国》                | 2007 | 老大叔              | [ 53 ] [ 65 ]                                                    |
| 《撕裂的太阳》              | 2008 | 原住民              | [ 55 ] [ 66 ]                                                    |